# Tadj al-Din al-Hasani

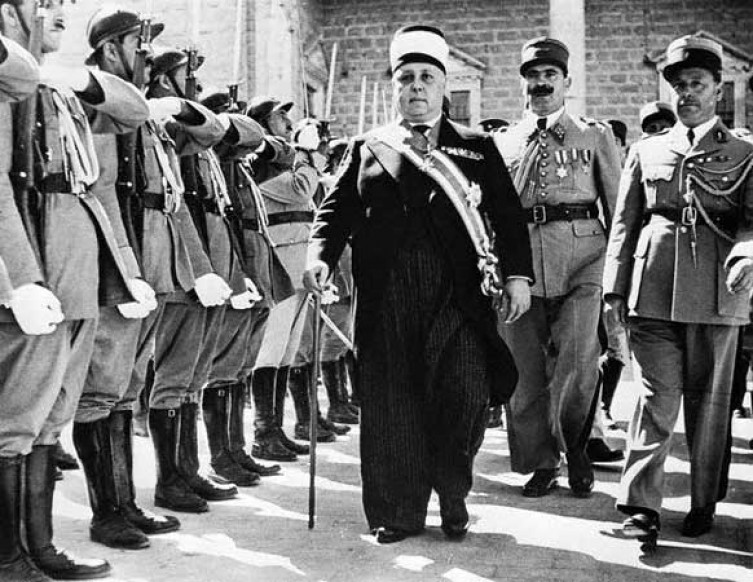
President Tadj al-Din al-Hassani

Tadj al-Din al-Hassani (àrab: تاج الدين الحسني, Tāj ad-Dīn al-Ḥasanī) (Damasc, 1885-1943) fou president de Síria, membre d'una família d'erudits àrabs de Damasc, fill de Badr al-Din al-Hasani, un respectat erudit islàmic del segle xix.

## Joventut
Va estudiar teologia islàmica amb el seu pare i el 1905 va esdevenir el seu ajudant i va preparar estudiants en diverses matèries. El 1912 va esdevenir membre del Comitè de Reforma de l'Escola establert per la municipalitat de Damasc. El 1916 va esdevenir editor del diari al-Sharq (L'Orient) del que era director Jamal Paixà, el governador otomà de Damasc. Va seguir en aquesta feina tota la guerra i al acabar-se aquesta (1918) el seu pare el va enviar a veure a Faisal al que va explicar les condicions de vida dels musulmans sirians i les seves necessitats. Faisal va quedar impressionat per la seva eloqüència i quan fou proclamat rei de Síria el 8 de març de 1920 el va nomenar director del Palau Reial, posició que va conservar fins a l'ocupació francesa el 24 de juliol de 1920. Llavors va anar a París i va establir contactes secrets amb els francesos als que va prometre absoluta lleialtat si l'ajudaven en les seves ambicions polítiques; el govern francès va acceptar i el va començar a preparar per liderar Síria en el futur.

## Primer cop al govern (cap de govern i d'estat)
El 1925, a la dimissió de Subhi Barakat, es va establir un consell de directors presidit pel funcionari colonial francès Pierre-Alype, però els francesos buscaven la persona dient per dirigir el país i davant l'extensió de la revolta es van dirigir a al-Hassani, que no ho va aconseguir i finalment va formar govern el príncep Ahmad Nami. En ser destituït aquest sota acusació de preparar-se per establir la monarquia a Síria en la seva persona, al-Hassani va tenir la seva segona oportunitat i el 15 de febrer de 1928 va poder formar govern rebent al mateix temps poders presidencials limitats (nominalment no hi havia president) però rendint comptes al alt comissionat francès a Beirut.
El historiador Muhammad Kurd Ali va formar part del seu gabinet com a ministre d'educació, el fiscal Said Mahasin com a ministre de Justícia i el antic oficial otomà i ex primer ministre de Síria Jamil al-Ulshi fou ministre de finances. L'ala més radicals dels nacionalistes se li va oposar. Fins al juliol de 1928 va formar part de l'Assemblea constituent que preparava la nova constitució republicana siriana. Des de 1928 en endavant va dirigir tres diferents gabinets; el seu govern es va caracteritzar per la corrupció i el Bloc Nacional el va acusar de manipular les eleccions per assegurar la seva elecció en cada ronda electoral, a través del ministre Said Mahasin.

## Segon govern (primer ministre)
El 19 de novembre de 1931 es va acabar el seu mandat i es va nomenar com a director al funcionari francès León Solomiac fins a la presa de possessió del nou president. Al-Hassani es va designar ell mateix com a candidat, però sense el suport explicit francès ni el del Bloc Nacional, fou derrotat. L'11 de juny de 1932 va ser elegit el president Muhammad Ali Bay al-Abid i al-Hassani va protestar als francesos als que va acusar de no complir els tractes, aconseguint ser nomenat primer ministre pel president el 16 de març de 1934 però aquest gabinet va provocar manifestacions als carrers immediatament (17 de març) que es van estendre per totes les ciutats de Síria. El Bloc Nacional va convocar una vaga general per demanar la seva dimissió i un canvi en la política francesa, vaga que va durar seixanta dies durant els quals el comerç va quedar totalment desorganitzat i tot i que milers de sirians foren detinguts i empresonats a presons de la frontera siriana amb Turquia, la vaga es va sostenir.
Al-Hassani va fer empresonar a líders del Bloc com Saadallah al-Jabiri d'Alep i Fakhri al-Barudi de Damasc; Shukri al-Quawatli i Nasib al-Bakri, dos líders de Damasc, foren posats sota arrest domiciliari. Aquesta situació comprometia als francesos que finalment van fer dimitir a al-Hassani el 24 de febrer de 1936 i els líders del Bloc foren convidats a converses a París.
Després del tractat franco-sirià de setembre de 1936 al-Hassani va passar a l'oposició mentre el cap del bloc Hashim al-Atassi arribava a la presidència.

## Tercer govern (president)
Generalment va estar allunyat de la política fins al 1941 quan fou cridat pel general Charles de Gaulle i nomenat president de Síria el 12 de setembre de 1941 amb l'encàrrec de contenir el moviment nacionalista i ajudar a França en el seu esforç de guerra a Europa. Per aportar fons, al-Hassani va apujar les taxes i el preu del pa, el que li va costar el suport dels districtes més pobres on li podien ser més favorables. En compensació de Gaulle va reconèixer la independència de Síria el 27 de setembre de 1941 i va prometre la completa evacuació francesa al final de la guerra. El 1942 la llei que establia els estats de Latakia i Djebel Drus foren derogades i aquests territoris reintegrats a la República Siriana. No obstant França es reservava mantenir bases militars per tot Síria i altres privilegis econòmics, polítics i financers.
Al-Hassani llavors es va voler distanciar dels francesos i es va acostar al Bloc Nacional. Va intentar convèncer els francesos de restaurar la democràcia i el parlament de 1936-1939 sense èxit. Va morir sobtadament d'un atac de cor el 17 de gener de 1943 i d'acord amb la llei el va succeir interinament el seu primer ministre Jamid al-Ulshi.